# Omloop Het Nieuwsblad 2024
L'Omloop Het Nieuwsblad 2024, settantanovesima edizione della corsa e valevole come quarta prova dell'UCI World Tour 2024 categoria 1.UWT, si svolse il 24 febbraio 2024 su un percorso di 202,2 km, con partenza da Gand e arrivo a Ninove, in Belgio. La vittoria fu appannaggio dello sloveno Jan Tratnik, il quale completò il percorso in 4h32'28", alla media di 44,691 km/h, precedendo il tedesco Nils Politt e il belga Wout Van Aert.
Sul traguardo di Ninove 132 ciclisti, dei 174 partiti da Gand, hanno portato a termine la competizione.

## Squadre e corridori partecipanti
| N.      | Cod. | Squadra                         |
| ------- | ---- | ------------------------------- |
| 1-7     | TVL  | Team Visma-Lease a Bike         |
| 11-17   | ADC  | Alpecin-Deceuninck              |
| 21-27   | SOQ  | Soudal Quick-Step               |
| 31-37   | IWA  | Intermarché-Wanty               |
| 41-47   | ARK  | Arkéa-B&B Hotels                |
| 51-57   | AST  | Astana Qazaqstan Team           |
| 61-67   | TBV  | Bahrain Victorious              |
| 71-77   | BOH  | Bora-Hansgrohe                  |
| 81-87   | COF  | Cofidis                         |
| 91-97   | DAT  | Decathlon AG2R La Mondiale Team |
| 101-107 | EFE  | EF Education-EasyPost           |
| 111-117 | GFC  | Groupama-FDJ                    |
| 121-127 | IGD  | Ineos Grenadiers                |

| N.      | Cod. | Squadra                   |
| ------- | ---- | ------------------------- |
| 131-137 | LTK  | Lidl-Trek                 |
| 141-147 | MOV  | Movistar Team             |
| 151-157 | DFP  | Team DSM-Firmenich PostNL |
| 161-167 | JAY  | Team Jayco AlUla          |
| 171-177 | UAD  | UAE Team Emirates         |
| 181-187 | LTD  | Lotto Dstny               |
| 191-197 | TFB  | Team Flanders-Baloise     |
| 201-207 | BWB  | Bingoal WB                |
| 211-217 | IPT  | Israel-Premier Tech       |
| 221-227 | Q36  | Q36.5 Pro Cycling Team    |
| 231-237 | TUD  | Tudor Pro Cycling Team    |
| 241-247 | UXM  | Uno-X Mobility            |

## Ordine d'arrivo (Top 10)
| Pos. | Corridore          | Squadra     | Tempo    |
| ---- | ------------------ | ----------- | -------- |
| 1    | Jan Tratnik        | Visma       | 4h31'28" |
| 2    | Nils Politt        | UAE         | a 3"     |
| 3    | Wout Van Aert      | Visma       | a 8"     |
| 4    | Oliver Naesen      | Decathlon   | s.t.     |
| 5    | Christophe Laporte | Visma       | s.t.     |
| 6    | Laurenz Rex        | Intermarché | s.t.     |
| 7    | Jasper Stuyven     | Lidl        | s.t.     |
| 8    | Thomas Pidcock     | Ineos       | s.t.     |
| 9    | Matteo Trentin     | Tudor       | s.t.     |
| 10   | Arnaud De Lie      | Lotto       | s.t.     |